# Trude Meyer
Trude „Trudi“ Meyer (* 13. Juli 1914 in Hannover; † 23. Oktober 1999 ebenda) war eine deutsche Kunstturnerin und Olympiasiegerin.

## Leben
Gertrud „Trude“ Meyer startete für den TK Hannover, sie gewann die Deutsche Meisterschaft im Mehrkampf 1936. Bei den Olympischen Spielen 1936 fand nach 1928 zum zweiten Mal ein Olympischer Mannschaftswettbewerb für Turnerinnen statt. Gertrud Meyer war die beste Einzelturnerin im Wettbewerb. Mit der deutschen Mannschaft in der Besetzung Gertrud Meyer, Erna Bürger, Käte Sohnemann, Isolde Frölian, Anita Bärwirth, Paula Pöhlsen sowie Friedl Iby und Julie Schmitt gewann sie die Goldmedaille mit drei Punkten Vorsprung vor der Mannschaft aus der Tschechoslowakei. 
Für die Olympischen Spiele 1940 war erstmals die Durchführung einer Einzelwertung für Turnerinnen geplant. Gertrud Meyer bereitete sich auf diesen Wettkampf vor und beendete nach Absage der Olympischen Spiele 1940 ihre Karriere. 
Seit 1940 war Gertrud Meyer mit dem Wasserballspieler Bernhard Baier verheiratet. Obwohl sie keine formale Ausbildung dafür hatte, arbeitete Gertrud Baier später als Turnlehrerin an einem Gymnasium.
Trude Meyer wurde auf dem Stadtfriedhof Engesohde beigesetzt.